# Olhão
Olhão (portugisiskt uttal: [oˈʎɐ̃w]

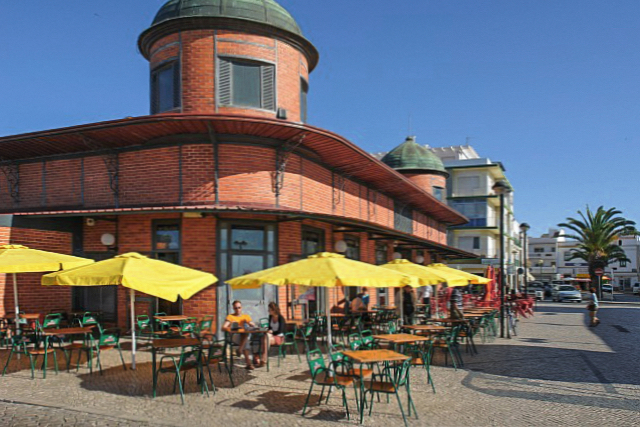
Saluhallen i Olhão

 ( lyssna)) är en stad i östra delen av Algarve i södra Portugal.

Staden hade år 2013 cirka 31 100 invånare, och är huvudorten i Olhãos kommun som samma år hade ungefär 42 000 invånare.

## Ortnamnet
Ortnamnet Olhão härstammar från ordet olhão (gammalportugisiska : ”vattenrik källa”).

## Indelning
Olhão indelas i fyra freguesias:
- Moncarapacho e Fuseta
- Olhão
- Pechão
- Quelfes